# Schinus
Schinus es un género de árboles de la familia de las Anacardiaceae, con los pimenteros, el molle (Schinus molle), y el pimentero brasileño (o Christmas berry) (Schinus terebinthifolius). Este último es una seria maleza (planta invasora) en al menos Florida y Hawái, sur de California y partes de la región del Mediterráneo. Otras especies son Schinus latifolius y Schinus montanus en Chile y Argentina.

## Descripción
Son árboles de tamaño pequeño a mediano, que alcanzan un tamaño de hasta 15 m de alto y 30 cm de diámetro, ramas colgantes, corteza exterior café o gris, muy áspera, exfoliante en placas largas, tricomas erectos o curvados, hasta 0.1 mm de largo, blanquecinos; plantas dioicas. Hojas alternas, siempre verdes o caducas, imparipinnadas o paripinnadas, 9–28 cm de largo, 11–39-folioladas; folíolos opuestos a alternos, estrechamente lanceolados, 1.3–5.1 cm de largo y 0.2–0.5 cm de ancho, ápice agudo, obtuso o redondeado, acumen mucronado a uncinado, base redondeada, obtusa o cuneada, oblicua, márgenes enteros a serrados, especialmente hacia el ápice, generalmente glabros, cartáceos. Inflorescencia terminal y axilar, pleiotirsos o fascículos, brácteas frondosas, de 10–25 cm de largo, glabra a escasamente pubescente, pedúnculo 0–3 cm de largo, pedicelos 1,3–2 mm de largo, articulados. Fruto globoso, de 5–7 mm de diámetro, exocarpo delgado, caduco, rosado a rojo-rosado cuando maduro, glabro, mesocarpo carnoso y resinoso, endocarpo óseo; semillas comprimidas, cotiledones planos.

## Taxonomía
El género fue descrito por Carlos Linneo y publicado en Species Plantarum 1: 388–389. 1753.  La especie tipo es: Schinus molle

## Especies selectas
- Schinus angustifolius
- Schinus antiarthriticus
- Schinus areira
- Schinus bituminosis
- Schinus bumelioides
- Schinus engleri
- Schinus fasciculata
- Schinus ferox
- Schinus gracilipes
- Schinus johnstonii
- Schinus kauselii
- Schinus latifolius
- Schinus lentiscifolius
- Schinus longifolius
- Schinus marchandii
- Schinus mellisii
- Schinus meyeri
- Schinus microphylla
- Schinus molle
- Schinus montanus
- Schinus myrtifolia
- Schinus occidentalis
- Schinus odonellii
- Schinus pampeana
- Schinus patagonicus
- Schinus pearcei
- Schinus pilifera
- Schinus polygamus
- Schinus praecox
- Schinus ramboi
- Schinus roigii
- Schinus sinuata
- Schinus spinosa
- Schinus talampaya
- Schinus terebinthifolius
  - Schinus terebinthifolius var. acutifolius
  - Schinus terebinthifolius var. terebinthifolius
- Schinus uruguayensis
- Schinus velutina
- Schinus venturii
- Schinus weinmanniifolius

Las especies de Schinus son alimento de las larvas de algunos Lepidoptera como Peruphasma schultei.